# Dreieck Friedrichsthal
De Autobahndreieck Friedrichsthal is een knooppunt in de Duitse deelstaat Saarland. Op dit trompetknooppunt ten zuidwesten van de stad Friedrichsthal sluit de A623 vanuit Saarbrücken aan op de A8 (Perl-Pirmasens).

## Naamgeving
Het knooppunt is vernoemd naar het stadje Friedrichsthal dat ten oosten van het knooppunt is gelegen.

## Geografie
Het knooppunt ligt in de stad Sulzbach in het Regionalverband Saarbrücken. Nabijgelegen steden en dorpen zijn Friedrichsthal, Quierschied en Sankt Ingbert. Het knooppunt ligt ongeveer 10 km ten noordoosten van Saarbrücken, ongeveer 10 km ten westen van Neunkirchen en ongeveer 60 km ten zuidoosten van Trier.

## Rijstroken
Nabij het knooppunt hebben zowel de A8 naar het westen als de A623 2x2 rijstroken de A8 naar het oosten heeft 2x3 rijstroken.
Alle verbindingswegen hebben één rijstrook.

## Verkeersintensiteiten
| Handmatige verkeerstelling van 2010. | Van                           | Naar   | Gemiddeld aantal voertuigen per dag | Percentage vrachtveerkeer |
| AS Friedrichsthal-Bildstock (A 8)    | AD Friedrichsthal             | 51.400 | 7,0 %                               |                           |
| AD Friedrichsthal                    | AS Elversberg (A 8)           | 52.600 | 12,3 %                              |                           |
| AD Friedrichsthal                    | AS Sulzbach-Altenwald (A 623) | 33.400 | 4,6 %                               |                           |